# Gele hypocist
De gele hypocist (Cytinus hypocistus) is een plant uit de familie Cytinaceae (orde Malvales). Het is een overblijvende plant zonder bladgroen, die parasiteert op planten uit het geslacht Cistus. De plant groeit meestal in groepen met meerdere stengels. De bladeren zijn vlezig, geschubd, eirond tot langwerpig, dakpansgewijs gerangschikt, geel, oranje of scharlakenrood.
De plant bloeit van april tot juni. De bloemen groeien met vijf tot tien stuks aan de spruiteinden. De bloemen worden omgeven door twee schutbladeren. De bloemen aan de randen zijn vrouwelijk en de bloemen in het midden zijn mannelijk. De bloemkroon is enkelvoudig en buisvormig met vier lichtgele slippen. De vruchten zijn vlezig en bevatten talrijke zaden.
De gele hypocist is inheems in het Middellandse Zeegebied, Zuidwest-Europa en op de Canarische Eilanden. De plant komt voor op droge, zonnige plaatsen en in maquis.
Een verwante soort is de roze hypocist (Cytinus ruber) die ook in het Middellandse Zeegebied voorkomt.